# 机构投资者
《机构投资者》（英語：Institutional Investor）是一份在美国出版的金融类杂志，1967年在纽约建立。主要探讨基金、银行或其他企业的投资、融资等问题。
《机构投资者》在纽约、伦敦和香港都有办公大楼。

## 链接
- Official website（页面存档备份，存于）